# Акра
Акра (енгл. Accra) је главни град државе Гане и њен највећи град покрива површину од 225,67 2 (87,13 квадратних миља) са процењеном градском популацијом од 4,2 милиона према подацима из 2020. године. Подручје је организовано у 12 округа локалне управе - 11 општинских округа и градски округ Акра, који је једини округ у главном граду коме је додељен статус града. „Акра“ се обично односи на метрополитанско подручје Акре, које служи као главни град Гане, док се округ под управом Скупштине метрополе Акре разликује од остатка главног града као „Град Акра“. У свакодневној употреби изрази „Акра“ и „Град Акра“ се користе као синоними.
Акру је основао народ Га, око 1500. године. Реч Акра потиче од речи нкран што значи мрави. Током дела своје историје Акра је служила као центар за трговину са Португалцима, који су изградили тврђаву у граду, а до краја седамнаестог века и Швеђани, Холанђани, Французи, Британци и Данци. Године 1877, на крају другог рата између Британаца и Ашанти конфедерације, Акра је заменила Кејп Кост као главни град Британске колоније Златна Обала. После изградње железнице ка унутрашњости земље, Акра је постала економски центар Гане. Већи делови града су уништени у земљотресима 1862. и 1932. године. Када је 6. марта 1957. Гана постала независна, Акра је постала њен главни град. 
Данас је Акра један од најбогатијих и најмодернијих афричких градова, са високим квалитетом живота по афричким стандардима. Главне економске активности су финансије, комуникације, грађевинарство, транспорт и пољопривреда (делом риболов).
Знаменитости Акре су: Национални музеј, Академија наука и уметности, Национални архив, Централна библиотека, тврђава Кристијанборг коју су изградили Данци, Национално позориште, Центар за националну културу, светионик, национални стадион, Меморијални центар панафричке културе и неколико плажа.

## Географија

### Клима
| Клима Акра (Међународни аеродром Акра) 1961–1990, ектреми 1936–1997                                  | Клима Акра (Међународни аеродром Акра) 1961–1990, ектреми 1936–1997 | Клима Акра (Међународни аеродром Акра) 1961–1990, ектреми 1936–1997 | Клима Акра (Међународни аеродром Акра) 1961–1990, ектреми 1936–1997 | Клима Акра (Међународни аеродром Акра) 1961–1990, ектреми 1936–1997 | Клима Акра (Међународни аеродром Акра) 1961–1990, ектреми 1936–1997 | Клима Акра (Међународни аеродром Акра) 1961–1990, ектреми 1936–1997 | Клима Акра (Међународни аеродром Акра) 1961–1990, ектреми 1936–1997 | Клима Акра (Међународни аеродром Акра) 1961–1990, ектреми 1936–1997 | Клима Акра (Међународни аеродром Акра) 1961–1990, ектреми 1936–1997 | Клима Акра (Међународни аеродром Акра) 1961–1990, ектреми 1936–1997 | Клима Акра (Међународни аеродром Акра) 1961–1990, ектреми 1936–1997 | Клима Акра (Међународни аеродром Акра) 1961–1990, ектреми 1936–1997 | Клима Акра (Међународни аеродром Акра) 1961–1990, ектреми 1936–1997 |
| Показатељ \ Месец                                                                                    | .Јан.                                                               | .Феб.                                                               | .Мар.                                                               | .Апр.                                                               | .Мај.                                                               | .Јун.                                                               | .Јул.                                                               | .Авг.                                                               | .Сеп.                                                               | .Окт.                                                               | .Нов.                                                               | .Дец.                                                               | .Год.                                                               |
| --- | ------------------------------------------------------------------- | ------------------------------------------------------------------- | ------------------------------------------------------------------- | ------------------------------------------------------------------- | ------------------------------------------------------------------- | ------------------------------------------------------------------- | ------------------------------------------------------------------- | ------------------------------------------------------------------- | ------------------------------------------------------------------- | ------------------------------------------------------------------- | ------------------------------------------------------------------- | ------------------------------------------------------------------- | ------------------------------------------------------------------- |
| Апсолутни максимум, °C (°F)                                                                          | 35,8 (96,4)                                                         | 37,1 (98,8)                                                         | 36,2 (97,2)                                                         | 35,0 (95)                                                           | 34,6 (94,3)                                                         | 31,5 (88,7)                                                         | 32,3 (90,1)                                                         | 32,8 (91)                                                           | 33,9 (93)                                                           | 33,6 (92,5)                                                         | 38,0 (100,4)                                                        | 36,0 (96,8)                                                         | 38,0 (100,4)                                                        |
| Максимум, °C (°F)                                                                                    | 32,1 (89,8)                                                         | 32,7 (90,9)                                                         | 32,5 (90,5)                                                         | 32,2 (90)                                                           | 31,2 (88,2)                                                         | 29,3 (84,7)                                                         | 28,5 (83,3)                                                         | 28,0 (82,4)                                                         | 29,0 (84,2)                                                         | 30,5 (86,9)                                                         | 31,6 (88,9)                                                         | 31,7 (89,1)                                                         | 30,8 (87,4)                                                         |
| Просек, °C (°F)                                                                                      | 27,3 (81,1)                                                         | 27,7 (81,9)                                                         | 27,7 (81,9)                                                         | 27,7 (81,9)                                                         | 27,2 (81)                                                           | 25,6 (78,1)                                                         | 24,4 (75,9)                                                         | 24,3 (75,7)                                                         | 25,2 (77,4)                                                         | 26,0 (78,8)                                                         | 27,0 (80,6)                                                         | 27,2 (81)                                                           | 26,4 (79,5)                                                         |
| Минимум, °C (°F)                                                                                     | 23,4 (74,1)                                                         | 24,1 (75,4)                                                         | 24,1 (75,4)                                                         | 24,2 (75,6)                                                         | 23,9 (75)                                                           | 23,1 (73,6)                                                         | 22,5 (72,5)                                                         | 22,2 (72)                                                           | 22,4 (72,3)                                                         | 23,9 (75)                                                           | 23,5 (74,3)                                                         | 23,4 (74,1)                                                         | 23,4 (74,1)                                                         |
| Апсолутни минимум, °C (°F)                                                                           | 15,0 (59)                                                           | 16,7 (62,1)                                                         | 18,9 (66)                                                           | 19,4 (66,9)                                                         | 18,6 (65,5)                                                         | 17,8 (64)                                                           | 17,8 (64)                                                           | 17,2 (63)                                                           | 18,3 (64,9)                                                         | 19,4 (66,9)                                                         | 17,8 (64)                                                           | 16,7 (62,1)                                                         | 15,0 (59)                                                           |
| Количина падавина, mm (in)                                                                           | 10,9 (0,429)                                                        | 21,8 (0,858)                                                        | 57,1 (2,248)                                                        | 96,8 (3,811)                                                        | 131,2 (5,165)                                                       | 221,0 (8,701)                                                       | 66,0 (2,598)                                                        | 28,0 (1,102)                                                        | 67,8 (2,669)                                                        | 62,4 (2,457)                                                        | 27,7 (1,091)                                                        | 16,1 (0,634)                                                        | 806,8 (31,764)                                                      |
| Дани са падавинама                                                                                   | 1                                                                   | 2                                                                   | 5                                                                   | 6                                                                   | 10                                                                  | 15                                                                  | 9                                                                   | 7                                                                   | 8                                                                   | 7                                                                   | 3                                                                   | 2                                                                   | 75                                                                  |
| Релативна влажност, %                                                                                | 77                                                                  | 78                                                                  | 79                                                                  | 80                                                                  | 81                                                                  | 85                                                                  | 84                                                                  | 83                                                                  | 81                                                                  | 82                                                                  | 80                                                                  | 80                                                                  | 81                                                                  |
| Сунчани сати — месечни просек                                                                        | 210,8                                                               | 206,2                                                               | 213,9                                                               | 219,0                                                               | 210,8                                                               | 141,0                                                               | 145,7                                                               | 155,0                                                               | 171,0                                                               | 226,3                                                               | 237,0                                                               | 241,8                                                               | 2.378,5                                                             |
| Сунчани сати — дневни просек                                                                         | 6,8                                                                 | 7,3                                                                 | 6,9                                                                 | 7,3                                                                 | 6,8                                                                 | 4,7                                                                 | 4,7                                                                 | 5,0                                                                 | 5,7                                                                 | 7,3                                                                 | 7,9                                                                 | 7,8                                                                 | 6,5                                                                 |
| Извор #1: World Meteorological Organization (average high, low and precipitation)                    |                                                                     |                                                                     |                                                                     |                                                                     |                                                                     |                                                                     |                                                                     |                                                                     |                                                                     |                                                                     |                                                                     |                                                                     |                                                                     |
| Извор #2: Deutscher Wetterdienst (extremes, humidity 1952–1967, mean temperature 1941–1994, and sun) |                                                                     |                                                                     |                                                                     |                                                                     |                                                                     |                                                                     |                                                                     |                                                                     |                                                                     |                                                                     |                                                                     |                                                                     |                                                                     |

## Становништво
| Година       | 1931   | 1950    | 1960    | 1970    | 1984    | 2000      | 2009      | 2013       |
| ------------ | ------ | ------- | ------- | ------- | ------- | --------- | --------- | ---------- |
| Становништво | 61 000 | 160 000 | 390 000 | 624 091 | 969 195 | 1 658 937 | 2 263 785 | 32 291 352 |

## Партнерски градови
Акра има четири званична сестринска града:
- Јоханезбург[15]
- Чикаго
- Вашингтон[16]
- Коламбија[17]